# W.A.T. Floridsdorf
Der W.A.T. Floridsdorf war  ein Handballverein aus Floridsdorf, dem 21. Wiener Gemeindebezirk.
Zurzeit spielte die erste Mannschaft der Männer in der Männerliga.

## Geschichte
Der erste Erfolg gelang dem Verein 1994, als die Männermannschaft ihren ersten Wiener Meistertitel gewann. Danach scheiterte der Aufstieg in die Handball Liga Austria an der Tordifferenz. 1995 holte auch die Frauenmannschaft den Wiener Meistertitel, scheiterte aber beim Aufstieg ebenso am Torverhältnis. 1997 schaffte es die Männermannschaft erneut den Wiener Meistertitel zu holen und gewann im Aufstiegsturnier, im selben Jahr schafften auch die Frauen diesen Schritt. Im Jahr 2001 stieg die Männermannschaft nach finanziellen Schwierigkeiten wieder in die Wiener Liga ab, die Frauensektion hingegen stieg nach einer erfolgreichen Saison in die höchste österreichische Spielklasse auf. Im Männsersektor wurde 2002 erneut der Aufstieg in die Handballbundesliga geschafft. Im darauf folgenden Jahr konnte der Klassenerhalt nicht erreicht werden. 2004 stiegen dann auch die Frauen erneut in die Handballbundesliga und ein Jahr später  in die Wien Energie Frauen Liga ab. Der Entschluss ab 2008 mit UHC Adm. Landhaus eine Spielgemeinschaft einzugehen, brachte die Frauen wieder in die Woman Handball Austria, wo sie bis 2010 spielten, ehe sie erneut in die Handball-Bundesliga der Frauen abstiegen. 2012 stieg die Mannschaft wieder auf.
2015 fand ein rebranding als Danube-Flyers statt, in dessen Zuge die Frauensektion zu Admira Landhaus ausgelagert wurde. Später konnte der Verein, aus finanziellen Gründen, keine Männermannschaft mehr stellen. Außerdem wurde bei der Jugend eine Spielgemeinschaft mit WAT Brigittenau eingegangen. Im Juni 2023 wurde der Spielbetrieb eingestellt.

## Bekannte ehemalige Spielerinnen und Spieler
- Roland Knabl
- Martin Fuger
- Andreas Czech
- Sandra Zapletal